# Suprémacisme noir
Ne doit pas être confondu avec Nationalisme noir.
Le suprémacisme noir, aux États-Unis, désigne des dérives minoritaires du nationalisme noir caractérisées par une affirmation religieuse de la supériorité des Noirs, par une haine envers les Blancs et par une réappropriation noire des projets de domination du suprémacisme blanc.
L'expression a été utilisée pour dénoncer la violence réelle ou imaginée de différents groupes ou individus noirs, sans toutefois signifier une équivalence avec le suprémacisme blanc. Récemment, le Southern Poverty Law Center, principal lanceur d'alerte quant au suprémacisme noir, a choisi de ne plus utiliser cette catégorie.

## Histoire
Le pasteur Louis Howell a promu une forme de suprémacisme noir dans un tract rastafari en 1953.

### États-Unis

#### Hébreux noirs
D'après l'association Southern Poverty Law Center, dans un rapport de 2008, ce mouvement est né d'une interprétation religieuse de la Bible disant que Jésus va revenir pour tuer ou asservir les blancs, idéologie formulée par une frange du Black Hebrew Israelite Movement. Il s'agit d'un groupuscule qui prétend que les Afro-Américains sont les descendants des Hébreux de l'Antiquité.
Le mouvement est mentionné en 2019 dans le New York Times parce que certains de ses partisans sont soupçonnés d'avoir commis des actes antisémites haineux et que l'un d'eux est impliqué dans la fusillade de Jersey City de 2019. 
Les Hébreux noirs, des Noirs américains de confession israélite, sont partagés en plusieurs courants dont la plupart ne sont ni racistes ni antisémites. Le Black Hebrew Israelite Movement, une branche minoritaire des Hébreux noirs, est lui-même divisé ; Capers Funnye, un de ses principaux rabbins, cherche au contraire la reconnaissance des Hébreux noirs par le courant majoritaire du judaïsme. Certains Black Hebrew Israelites ont migré en Israël à la fin des années 1960 et, après des débuts difficiles, sont bien intégrés à la société israélienne. Mais plusieurs de leurs groupes, présents dans les grandes villes du nord-est des États-Unis, dans certains États du Sud et en Floride, manifestent publiquement la négation de la Shoah et leur hostilité envers les femmes et les homosexuels.
Selon le Southern Poverty Law Center, il s'agit d'un des groupuscules se réclamant du nationalisme noir, un mouvement nationaliste en réaction à des siècles de suprématie blanche institutionnalisée aux États-Unis.

#### Multiples associations
Le Southern Poverty Law Center (SPLC), association de surveillance des groupes extrémistes de Montgomery en Alabama, dénombre en 2015 180 structures de « militants séparatistes noirs ». Selon le journal Libération, ces groupuscules sont « anti-Blancs, anti-juifs, anti-forces de l’ordre ».

#### Nation of Islam
Nation of Islam, un mouvement musulman noir, est une secte islamique de Noirs américains. On estimait en 1964  le nombre de leurs membres de 50 000 à 250 000. Dans ses temples, ou mosquées, on prêche une doctrine de suprématie noire (car les hommes noirs sont vus comme divins dans leur mouvement), de haine de l'homme blanc (car les Blancs sont vus comme diaboliques) et de séparation complète des races. Ces opinions sont minoritaires au sein du mouvement et sont des réactions au suprémacisme blanc.

#### NFAC
Le 4 juillet 2020, la milice noire NFAC (« Not Fucking Around Coalition »), de tendance séparatiste noire, manifeste en armes à Stone Mountain (États-Unis). Les manifestants réclament notamment la création d'un État entièrement noir au Texas.

##### Kémi Séba
Le militant franco-béninois Kémi Séba, ex-membre de la Nation of Islam, fondateur de la tribu Ka au début des années 2000, et aujourd'hui président de l'ONG Urgences panafricanistes, s'est fait connaître comme un suprémaciste noir et c'est ainsi que le présentent les médias français et certains médias africains,,. Il est considéré par certains journaux d'Afrique francophone comme une figure du panafricanisme,,.

## Relation au suprémacisme blanc
Le suprémacisme noir, s'inscrivant dans une tradition de lutte contre le racisme envers les Noirs, est historiquement né d'une réaction au suprémacisme blanc, mais il ne lui est pas comparable en ce qu'il est beaucoup moins répandu et moins puissant dans ses moyens.   
Le suprémacisme blanc est un modèle et une source d’inspiration pour le suprémacisme noir, dans la mesure où il s'approprie et inverse l'échelle de supériorité raciale et de rêves de domination raciale.  

## Emploi du terme par leSouthern Poverty Law Center
Le Southern Poverty Law Center (SPLC), après avoir souvent alerté l'opinion publique et le gouvernement américain sur des groupes qu'il accusait de défendre une forme de suprémacisme noir, a annoncé en 2020 qu'il n'utiliserait plus ce terme au vu de l'intense attention policière déjà portée aux États-Unis sur les communautés noires, et afin de ne plus donner l'impression que le séparatisme noir serait équivalent au suprémacisme blanc.
Le SPLC, dans les années 2010, a en effet créé l'illusion d'une équivalence entre le séparatisme noir et le suprémacisme blanc, en confondant haine raciale et racisme[pas clair].